# Sysojewo-Aleksandrowskoje
Sysojewo-Aleksandrowskoje (ros. Сысоево-Александровское) – wieś w Rosji, w obwodzie rostowskim, w rejonie salskim. W 2010 liczyła 643 mieszkańców.